# Freistrahl

(der Öffnungswinkel wurde größer als in der Wirklichkeit dargestellt)

Ein Freistrahl ist eine Strömung aus einer Düse (Durchmesser {\displaystyle d_{0}}) in die freie Umgebung ohne Wandbegrenzung. Das aus der Düse ausströmende Fluid und das Fluid der Umgebung haben unterschiedliche Geschwindigkeiten. Zwischen ihnen entsteht eine Scherschicht, aus der sich ein Freistrahl entwickelt.
Das umgebende Fluid wird angesaugt und mitgerissen.

## Einteilung in Bereiche
Stromabwärts wird der Freistrahl in drei Bereiche unterteilt.
- Innerhalb des kegelförmigen Kernbereichs verschwindet die ungestörte Strömung, sie wird vom Rand her vom angesaugten Fluid aufgelöst. Die Länge des Kerns beträgt bei Freistrahlen mit konstanter Dichte etwa fünf bis acht {\displaystyle d_{0}} und hängt stark von der initialen Turbulenz in der Düse ab.[1]
- In der Übergangszone nähert sich das Geschwindigkeitsprofil {\displaystyle v_{x}(y)} einer selbstähnlichen Form an.
- Nach etwa acht[2] bis 30[3] {\displaystyle d_{0}} beginnt der Ähnlichkeitsbereich, in dem der selbstähnliche Freistrahl voll ausgebildet ist.

## Ähnlichkeitsbereich
Im Ähnlichkeitsbereich nimmt die Geschwindigkeit {\displaystyle v_{x}(x)} mit zunehmendem axialen Abstand {\displaystyle x} von der Düsenöffnung hyperbolisch ab:
{\displaystyle v(x)=v_{0}\cdot {\frac {d_{0}}{d(x)}}}
mit {\displaystyle d(x)=0{,}32\cdot x} (s. u.)
Die Geschwindigkeit {\displaystyle v_{x}(y)} nimmt von der Strahlmitte nach außen hin ({\displaystyle y}-Richtung) in Form einer Gauß’schen Glockenkurve ab.
Der Strahlwinkel, auf dem sich die Geschwindigkeit halbiert hat, errechnet sich aus:
{\displaystyle \tan(\Theta )\approx {\frac {0{,}32}{2}}}
{\displaystyle \Leftrightarrow \Theta \approx 10^{\circ }}
Hier haben die Stromlinien des angesaugten Fluids den minimalen Abstand zur Strahlachse, ihre Krümmung ist gering.
Der Strahlwinkel {\displaystyle \Theta }, auf dem die Geschwindigkeit auf nur noch 1 % abgenommen hat, ist etwa 18°, d. h. hier liegt der gerade noch messbare Rand des Freistrahls.
Der fiktive Freistrahlursprung befindet sich {\displaystyle 0{,}6\cdot d_{0}} hinter der Düsenöffnung, d. h. bei {\displaystyle x=-0{,}6\cdot d_{0}.}
Der Durchmesser {\displaystyle d(x)} und der Massenstrom {\displaystyle {\dot {m}}(x)} des Freistrahls nehmen linear zu:
{\displaystyle d(x)=0{,}32\cdot x}
{\displaystyle {\dot {m}}(x)={\dot {m}}_{0}\cdot {\frac {d(x)}{d_{0}}}}
Der Impuls {\displaystyle I} und der statische Druck {\displaystyle p} sind konstant.

## Beispiele
- Im Schwimmbad strömt das Frischwasser aus Düsen in das Becken. Die Eindringtiefe beträgt mehrere Meter. Die Ausbreitung des Freistrahls kann mit den Händen gut erfühlt werden.
- Hinter dem Strahltriebwerk eines Strahlflugzeugs entsteht ein Freistrahl.
- Im Injektor eines Bunsenbrenners strömt das Brenngas aus einer Düse und wird mittels Freistrahl mit Luft vermischt. Wegen der unterschiedlichen Dichten von Luft {\displaystyle \rho _{\text{Luft}}} und Gas {\displaystyle \rho _{\text{Gas}}} ändert sich der Massenstrom {\displaystyle {\dot {m}}(x)} um den Faktor {\displaystyle {\sqrt {\rho _{\text{Luft}}/\rho _{\text{Gas}}}}}.
- Antrieb des Knatterbootes.